# Volker Schmidt-Sondermann

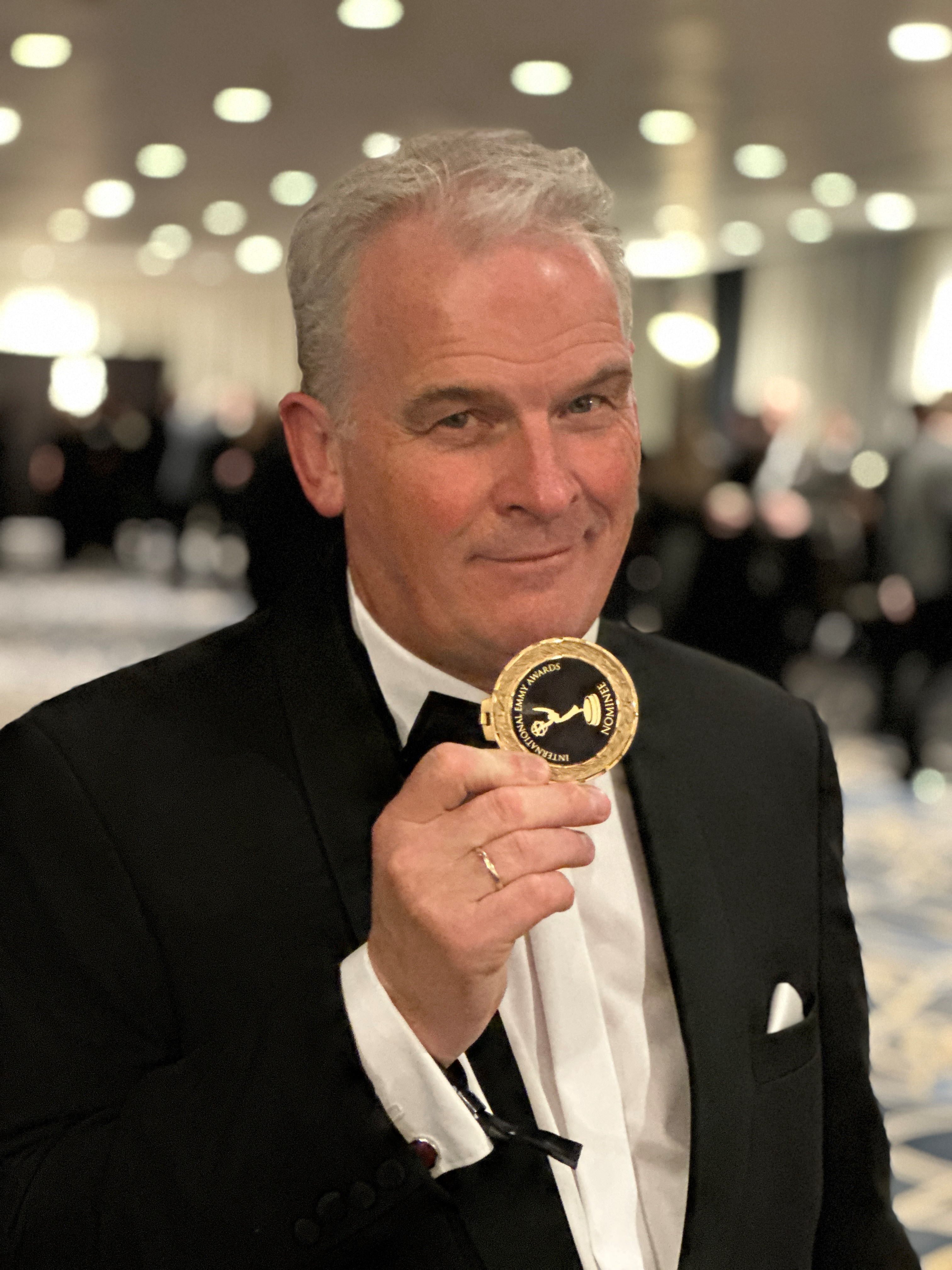
Volker Schmidt-Sondermann bei den International Emmy Awards in New York, 2023 (Nominierung „Triff... Anne Frank“)

Volker Schmidt-Sondermann (* 21. März 1965 in Göttingen) ist ein Emmy-nominierter, mehrfach preisgekrönter deutscher Filmproduzent, Regisseur und Drehbuchautor.

## Leben und Werk
Volker Schmidt-Sondermann wuchs als drittes Kind des Forstdirektors Gottfried Schmidt und dessen Frau Gertrud Schmidt im Harz, der Lüneburger Heide und der Wesermarsch auf. Nach dem Abitur in Oldenburg absolvierte er von 1988 bis 1992 die Schauspielausbildung an der Otto-Falckenberg-Schule in München. Es folgten erste Theaterengagements in München, Konstanz und Aachen. Er spielte im Kurzfilm Runaway mit, der 1992 zum Deutschen Kurzfilmpreis nominiert wurde.
1993 wechselte Volker Schmidt-Sondermann auf die andere Seite der Kamera und begann eine filmische Regietätigkeit bei der Deutschen Redaktion des Kasachischen Fernsehens in Alma-Ata. Von hier aus bereiste er Sibirien und die ehemaligen Sowjetrepubliken Kirgistan und Usbekistan.
Zurück in Deutschland zog Volker Schmidt-Sondermann 1995 mit seiner Familie nach Dresden und erlebte als Fernsehjournalist den Aufbau des öffentlich-rechtlichen Fernsehens in den neuen Bundesländern. Erste Reportagen entstanden für den MDR, bald folgten Filme für das ZDF 37 Grad.
Durch die Zusammenarbeit mit der Tellux-Film München konzentrierte sich seine Arbeit auch auf religiöse Themen. Im Rahmen der BR/ORF-Reihe Donauklöster realisierte er Filme über das Kloster Weltenburg oder die rumänisch-orthodoxen Klöster im Donaudelta. Immer wieder drehte er auch im Vatikan in Rom. Höhepunkt war der ZDF-Dreiteiler Macht der Wunder – Die Geheimnisse des Vatikans, der in acht Ländern Phänomene von Marienerscheinungen, Wunderheilungen oder Teufelsbegegnungen untersucht.
Ab 2003 gehörte Volker Schmidt-Sondermann auch zum Regieteam fiktionaler Serien. Deutsch Klasse erzählt in 13 Teilen den schwierigen Start von Ausländern in Deutschland und erhielt eine Auszeichnung beim Grimme-Preis 2004. Das Kreuz mit der Schrift beschäftigt sich mit dem Leben von Analphabeten in Deutschland und wird in der Schalke-Arena realisiert.
Ab 2006 konzentrierte sich Volker Schmidts filmisches Schaffen auf große Musiker für die ARD. So entstand der Film Paganinis Geheimnis über den sagenumwobenen Teufelsgeiger. Puccini – Magier der Leidenschaft erzählt die Geschichte des letzten großen italienischen Opernkomponisten. 2009 folgte der Film Robert Schumanns verlorene Träume.
Ab 2007 war ein weiterer Themenschwerpunkt das britische Königshaus. Volker Schmidt-Sondermann führte Regie bei ZDF-Dokumentationen über Prinz William und Kate, Prinz Harry, Prinz Charles oder Königin Elizabeth. 2008 entstand der Dreiteiler Die Windsors – Triumph und Tragödie, ein umfassender Blick auf die 200-jährige Schicksals-Geschichte des Hauses Windsor.
Immer wieder führte ihn sein filmisches Schaffen auch ins Ausland. Für den ZDF-Vierteiler Mongolei – Die Karawane begleitete er zehn Wochen lang Mongolen und Deutsche von der russischen Grenze bis nach Karakorum.
Zu seinen erfolgreichsten Filmen gehören zwei preisgekrönte Tierfilme. Die Reise der Störche folgt der besenderten Störchin Prinzesschen 10.000 Kilometer von Deutschland nach Südafrika durch 20 Länder. 2016 drehte er Die Odyssee der einsamen Wölfe und erzählte darin erstmals die Rückkehr der europäischen Wölfe nach Zentraleuropa.
Volker Schmidt-Sondermann, der auch weiterhin als Regisseur tätig ist, trat 2014 mit in die Geschäftsführung der Ifage Filmproduktion Wiesbaden und der Tellux-Film Dresden ein.
Seither produziert er Filme für die öffentlich-rechtlichen Sendeanstalten ZDF, ARD, die Dritten, den KiKA oder ARTE. Auslandsreportagen über Kirgistan, Armenien oder Kasachstan entstehen für NDR/ARTE. Für den Kinderkanal werden Sendereihen wie Schnitzeljagd oder das neue Geschichtsformat Triff … entwickelt und realisiert. Triff... Harriet Tubman erhält 2020 als beste Dokumentation den Goldenen Spatzen. Auch die Kinodokumentarfilme für den WDR Dügün – Hochzeit auf Türkisch oder Slaves gehören zum filmischen Repertoire. Dokumentationen entstehen für ZDF Terra X, wie Der dreißigjährige Krieg, Magie der Märchen oder der Dreiteiler Der große Anfang – 500 Jahre Reformation, der 2018 mit dem Deutschen Fernsehpreis ausgezeichnet wird. 2023 wird „Triff... Anne Frank“ mit dem Goldenen Spatz prämiert, gleichzeitig erhält Volker Schmidt-Sondermann für diesen Kinderfilm eine Emmy-Nominierung als Regisseur und Produzent.
Volker Schmidt-Sondermann ist verheiratet mit Susanne Sondermann. Gemeinsam haben sie drei Kinder, mittlerweile auch zwei Enkelkinder, und leben in Dresden.

## Filmografie Regie (Auswahl)
- 2025: Die Sachsen. Piraten, Heiden, Kaiser – MDR, ARTE[7]
- 2025: Stuntfrauen - Spiel mit dem Risiko – ZDF 37°[8]
- 2024: Das sozialistische Tier. Kaninchen, Kühe & Co im Dienst der DDR – ZDF / ARTE[9]
- 2024: Triff... Sokrates – KiKA
- 2023: Triff... Muhammad Ali, Bertha von Suttner, Paulus – KiKA
- 2023: Vom Glück, Kühe zu retten – MDR, Das Erste
- 2023: Stunts - Das Leben aufs Spiel setzen? – ZDF / ARTE
- 2023: Geschöpfe wie wir - Von Menschen, die Tiere retten – ZDF 37°
- 2022: Triff... die Gebrüder Grimm, Eleonore von Aquitanien, Albert Einstein, Gudrigur, Anne Frank – Doku-Reihe, KiKA („Anne Frank“ Nominierung International Emmy Awards 2023[6], Gewinner Goldener Spatz 2023[5])
- 2022: Guten Morgen Feierabend! Leben mit der Nachtschicht – ZDF 37°
- 2021: Verzockt. Wenn Glücksspiel zur Sucht wird – ZDF 37°
- 2020: Magie der Märchen. Hänsel und Gretel auf der Spur – ZDF Terra X
- 2020: Magie der Märchen. Frau Holle und ihre versunkene Welt – ZDF Terra X
- 2020: Schatten im Gleis – ZDF 37°
- 2019: Triff...  Harriet Tubman, Beethoven, Marie Curie, Alexander den Großen – KiKA („Harriet Tubman“ Gewinner Goldener Spatz 2020[3])
- 2018: Das Kreuz mit dem Frieden. Die Christen und der Krieg – ZDF (Spielszenen)
- 2018: Schmerz, lass nach! – ZDF 37°
- 2018: Triff... Friedrich Schiller, Kleopatra, Leonardo da Vinci – Doku-Reihe, KiKA
- 2017: Triff... Martin Luther – Doku-Reihe, KiKA
- 2017: Der Dreißigjährige Krieg – Doku-Zweiteiler, ZDF Terra X
- 2016: Die Odyssee der einsamen Wölfe – ZDF Terra X, ARTE (Lombardy Region Award beim Sondrio Festival 2017[10])
- 2016: Der ewige Pilger. Bischof Benno von Meißen – MDR
- 2016: Die Feuertaufe – ZDF Kirche
- 2015: The Queen – ZDF, ARTE
- 2014: Tödliche Grenze – ZDF Zeitgeschichte
- 2013: Hofkirche Dresden – MDR
- 2012: Konstantin der Große – ZDF Kirche
- 2011: Campo Santo Teutonico – Servus TV
- 2011: Prinz Harry – ZDF
- 2011: Schnitzeljagd bei den alten Griechen – KiKA
- 2010: Macht der Wunder. Die Geheimnisse des Vatikans – Doku-Dreiteiler, ZDF
- 2010: Mythos Konklave – ZDF Kirche
- 2009: Robert Schumanns verlorene Träume – SWR, WDR, ORF
- 2009: Königskinder. William und Kate – ZDF
- 2008: Puccini. Magier der Leidenschaft – SWR, WDR, ORF, SRF
- 2008: Die Brut – Kurzspielfilm
- 2008: Die Windsors – Doku-Dreiteiler, ZDF
- 2007: Heilige Orte – Neukirchen – BR
- 2007: Prinz und Rebell. William von England – ZDF
- 2006: Paganinis Geheimnis – SWR, WDR, ORF, SRF
- 2006: Heilige Orte – Maria Plain – BR
- 2005: Die rumänischen Klöster Cocos, Saon und Letea – BR, ORF (Erasmus Euromedia Award Medaille 2006 für die Reihe Donauklöster[11])
- 2005: Das Kreuz mit der Schrift – Serie über Analphabeten in Deutschland, BR
- 2005: Mongolei, die Karawane – Doku-Vierteiler, ZDF
- 2004: Die Reise der Störche – Doku-Zweiteiler, ZDF (NaturVision, Bester Deutscher Film und Publikumspreis 2006[12]/ Ökofilmtour, Zuschauerpreis 2007[13])
- 2004: Für eine Handvoll Leben – ZDF 37°
- 2004: Wir von drüben – Doku-Zweiteiler, ZDF
- 2003: Bretter, die die Welt bedeuten – Reportage, MDR
- 2003: Ausbildungsoffensive Bayern – Werbung (ITVA Award Gold, Photokina, Köln 2004)
- 2003: Deutsch Klasse – Serie über Ausländer in Deutschland, BR (Grimme-Preis 2004)[2]
- 2002: Kloster Weltenburg – BR, ORF
- 2002: Zambi. Ein Elefant wehrt sich – ZDF 37°
- 2001: Waldheim. Leben im Strafvollzug – Reportage, MDR
- 1999: Voll Gurke – Kurzspielfilm
- 1997: Ein Bomben-Job – Reportage, MDR

## Filmografie Produzent ab 2014 (Auswahl)
- 2025: Das Grabtuch von Turin. Ein Mysterium – BR, ARTE, ORF, ORF-Enterprise[14]
- 2025: Die Mongolei. Im Land der Nomaden – NDR, ARTE[15]
- 2025: Die Niederlande. Kleines Land - große Ideen – NDR, ARTE[16]
- 2025: Kirche zu - Was jetzt – ZDF
- 2024: Was die Welt am Laufen hält (mit Harald Lesch). Energie. Kommunikation. Mobilität – Doku-Dreiteiler ZDF Terra X
- 2024: Letzte Hoffnung - Kirchenasyl – ZDF
- 2024: Superkraft Motivation - Willensstark zum Ziel – ZDF / 3sat
- 2023: Gib Frieden eine Chance. Drei Menschen im Einsatz für Verständigung – ZDFkirche
- 2023: Neue Deutsche Welle – Doku-Dreiteiler, ZDFinfo
- 2023: Wenn das Unmögliche wahr wird – ZDFkirche
- 2023: Kappadokien. Im Herzen der Türkei – NDR, ARTE
- 2022: Leben mit Passion - Collien Ulmen-Fernandes in Oberammergau – ZDFkirche
- 2022: Mein Tod. Meine Entscheidung? Die Debatte um den assistierten Suizid - ARD, MDR, RBB[17]
- 2022: Der Mensch und sein Müll. Eine Geschichte des Wegwerfens – ZDF Terra X
- 2022: Aserbaidschan. Im Land des schwarzen Goldes – NDR, ARTE
- 2021: Triff... Cäsar, Mozart, Elisabeth von Thüringen – KiKA
- 2021: Die 10 An-Gebote – ZDF
- 2021: August und das Gold der Sachsen – MDR, ARTE
- 2021: Ist Wasserstoff die Kohle der Zukunft? – MDR Wissen
- 2021: Die Tränen der Kinder. Wochenkrippen in der DDR – ARD
- 2021: Boden gut machen – ARTE:Re
- 2020: Basta Europa?! Corona-Wut in Italien - RBB, ARTE Re:
- 2020: Magellans Reise um die Erde – ZDF Terra X
- 2020: Sportskanonen II – Dokuserie, MDR
- 2019: Triff...  Harriet Tubman, Beethoven, Marie Curie, Alexander den Großen – KiKA („Harriet Tubman“ nominiert zum Prix Jeunesse International 2020[18])
- 2019: Kasachstan. Sterne, Steppe, Stutenmilch – NDR, ARTE
- 2019: Unser Deutschland. Einigkeit, Recht, Freiheit – Doku-Dreiteiler, ARD, MDR, WDR
- 2019: 70 Jahre Grundgesetz – ZDFzeit
- 2019: Ach, du liebes Abendland – ZDF Kirche
- 2019: Sportskanonen I – Dokuserie, MDR
- 2019: Queen Victoria – ARTE, ORF, ZDF
- 2018: Prinz Charles – ZDFzeit
- 2018: Der Wormser Wunderbau – ZDF Terra X
- 2018: Schmerz, lass nach! – ZDF 37°
- 2018: Armenien – NDR, ARTE
- 2018: Kirgistan – NDR, ARTE
- 2018: Slaves – Kino-Dokumentarfilm WDR, ARTE
- 2018: War Diary – Dokumentarfilm, WDR, ARTE (nominiert zum Deutschen Fernsehpreis 2019[19])
- 2018: Triff ... Schiller, Kleopatra, Leonardo da Vinci – Geschichtszeitreise, KiKA
- 2017: Gefangen im Glücksrausch – ZDF 37°
- 2017: Die Suche nach dem Paradies – ZDF Kirche
- 2017: Schnitzeljagd – Mit Christus um die Welt – Doku-Vierteiler, KiKA (Goldener Kompass 2017[20])
- 2016: Der große Anfang. 500 Jahre Reformation – Doku-Dreiteiler, ZDF Terra X (Deutscher Fernsehpreis 2018[4])
- 2016: Wir Sklavenhalter – NDR
- 2016: Dügün. Hochzeit auf Türkisch – Kino-Dokumentarfilm WDR
- 2016: Marleny – und es gibt mich doch! – KiKA (Ulrich Wickert Preis für Kinderrechte 2016[21])
- 2014: Schnitzeljagd durch Polen – KiKA, (Sonderpreis der Deutschen Bischofskonferenz 2015[22])

## Auszeichnungen
Preise
- Goldener Spatz 2023 (in der Kategorie: Information/Dokumentation/Dokumentarfilm) für Triff ... Anne Frank[23] (als Regisseur und Produzent)
- Goldener Spatz 2020 (in zwei Kategorien: Dokumentation und Beste Moderation) für Triff ... Harriet Tubman[3] (als Regisseur und Produzent)
- Fair Film Award Non Fiction 2019 für die Ifage Filmproduktion[24] (als Produzent)
- Deutscher Fernsehpreis 2018, Bestes Infotainment für Terra X – Der große Anfang. 500 Jahre Reformation[4] (als Produzent)
- Lombardy Region Award 2017 des Sondrio Festival (Italien) für Die Odyssee der einsamen Wölfe / Wandering Wolves[10] (als Regisseur, Autor und Produzent)
- Goldener Kompass 2017 für Schnitzeljagd – Mit Christus um die Welt[20] (als Produzent)
- Ulrich Wickert Preis für Kinderrechte 2016 für Marleny – und es gibt mich doch![21] (als Produzent)
- Sonderpreis „Journalistisch WERTvoll“ im Bereich elektronische Medien im Rahmen des Katholischen Medienpreises 2015 für Schnitzeljagd durch Polen[22] (als Produzent)
- Ökofilmtour, Zuschauerpreis 2007 für Die Reise der Störche[13] (als Regisseur und Autor)
- NaturVision, Bester Deutscher Film und Publikumspreis 2006 für Die Reise der Störche[12] (als Regisseur und Autor)
- Erasmus Euromedia Award Medaille 2006 für die Reihe Donauklöster[11]
- Adolf-Grimme-Preis 2004, Besondere Ehrung: Sonderpreis des Deutschen Volkshochschul-Verbandes an BR alpha-Redakteur Werner Reuß, u. a. für Deutsch Klasse[2] (für das gesamte Projekt)
- ITVA Award Gold, Photokina 2004 (Köln) für die Werbespots Ausbildungsoffensive Bayern (als Regisseur)

Nominierungen
- Emmy-Nominierung 2023 (in der Kategorie: Kids Factual) für Triff ... Anne Frank (als Regisseur und Produzent)[6]
- Die Asia-Pacific Broadcasting Union (ABU) in Malaysia nominiert Triff ... Harriet Tubman bei den ABU Prizes 2020 in der Kategorie „Children“[25] (als Regisseur und Produzent)
- Basta Europa?! Corona-Wut in Italien ist für den Prix Europa 2020 nominiert (Kategorie TV Current Affairs)[26] (als Produzent)
- Prix Jeunesse International 2020 nominiert Triff ... Harriet Tubman[27] (als Regisseur und Produzent)
- Deutscher Fernsehpreis 2019, Beste Information nominiert War Diary[19] (als Produzent)
- Mountainfilm Internat. Filmfestival Graz 2018 nominiert Wandering Wolves[28] (als Regisseur, Autor und Produzent)
- Ekotopfilm Internat. Festival of Sustainable Development Films 2018 (Slowakei) nominiert Wandering Wolves[29] (als Regisseur, Autor und Produzent)
- Green Screen Internat. Naturfilmfestival Eckernförde 2018 nominiert Wandering Wolves[30] (als Regisseur, Autor und Produzent)
- NaturVision Filmfestival Ludwigsburg 2017 nominiert Wandering Wolves (als Regisseur, Autor und Produzent)
- Torelló Mountain Film Festival 2017 (Spanien) nominiert Wandering Wolves[31] (als Regisseur, Autor und Produzent)